# باتي جو واتسون
باتي جو واتسون (بالإنجليزية: Patty Jo Watson)‏ هي عالمة الإنسان أمريكية، ولدت في 1932.